# Шрубківська сільська рада
Шру́бківська сільська́ ра́да — адміністративно-територіальна одиниця та орган місцевого самоврядування в Летичівському районі Хмельницької області. Адміністративний центр — село Шрубків.

## Загальні відомості
Шрубківська сільська рада утворена в 1944 році.
- Територія ради: 43,94 км²
- Населення ради: 1 050 осіб (станом на 2001 рік)

## Населені пункти
Сільській раді підпорядковані населені пункти:
- с. Шрубків
- с. Западинці

## Склад ради
Рада складається з 14 депутатів та голови.
- Голова ради: Демків Михайло Анатолійович
- Секретар ради: Гонта Надія Кирилівна

### Керівний склад попередніх скликань
| Прізвище, ім'я, по батькові | Основні відомості                                                             | Дата обрання | Дата звільнення |
| --------------------------- | ----------------------------------------------------------------------------- | ------------ | --------------- |
| Демків Михайло Анатолійович | Сільський голова, 1961 року народження                                        | 26.03.2006   | 31.10.2010      |
| Демків Михайло Анатолійович | Сільський голова, 1951 року народження, освіта незакінчена вища, безпартійний | 31.10.2010   |                 |

Примітка: таблиця складена за даними сайту Верховної Ради України

### Депутати
За результатами місцевих виборів 2010 року депутатами ради стали:

#### За суб'єктами висування
| Суб'єкт висування                       | Кількість обраних депутатів | %    |
| --------------------------------------- | --------------------------- | ---- |
| Народна партія                          | 5                           | 35,7 |
| Політична партія «Українська платформа» | 4                           | 28,6 |
| Партія регіонів                         | 2                           | 14,3 |
| Самовисування                           | 2                           | 14,3 |
| Комуністична партія України             | 1                           | 7,1  |

#### За округами
| № округу                                | Прізвище, ім'я, по батькові   | Дата визнання обраним | Освіта             | Партійна приналежність            | Відомості про обраного депутата                          |
| --------------------------------------- | ----------------------------- | --------------------- | ------------------ | --------------------------------- | -------------------------------------------------------- |
| Комуністична партія України             |                               |                       |                    |                                   |                                                          |
| 5                                       | Луцик Володимир Антонович     | 01.11.2010            | середня            | член Комуністичної партії України | пенсіонер                                                |
| Народна Партія                          |                               |                       |                    |                                   |                                                          |
| 6                                       | Андреєва Ганна Миколаївна     | 01.11.2010            | середня            | позапартійна                      | пенсіонер                                                |
| 7                                       | Барвінок Микола Степанович    | 01.11.2010            | середня            | позапартійний                     | тимчасово не працює                                      |
| 11                                      | Слащук Олег Григорович        | 01.11.2010            | вища               | позапартійний                     | Шрубків фельдшерсько-акушерський пункт, завідувач        |
| 12                                      | Гонта Надія Кирилівна         | 01.11.2010            | вища               | позапартійна                      | Шрубківська сільська рада, секретар                      |
| 14                                      | Войтюк Ольга Миколаївна       | 01.11.2010            | середня            | позапартійна                      | тимчасово не працює                                      |
| Партія регіонів                         |                               |                       |                    |                                   |                                                          |
| 1                                       | Кітнік Любов Володимирівна    | 01.11.2010            | середня спеціальна | член Партії регіонів              | Западинці фельдшерсько-акушерський пункт, молодша сестра |
| 2                                       | Кітнік Віктор Михайлович      | 01.11.2010            | середня спеціальна | позапартійний                     | ТОВ «Агрофірма Обрій», агроном                           |
| Політична партія «Українська платформа» |                               |                       |                    |                                   |                                                          |
| 3                                       | Кульбабчук Ольга Іванівна     | 01.11.2010            | вища               | позапартійна                      | Гречинецька загальноосвітня школа I-III ст., вчитель     |
| 4                                       | Яхнюк Людмила Михайлівна      | 01.11.2010            | вища               | позапартійна                      | Западинецька загальноосвітня школа І-ІІ ст., вчитель     |
| 9                                       | Романець Валентина Миколаївна | 01.11.2010            | вища               | позапартійна                      | Шрубківська загальноосвітня школа I-III ст., вчитель     |
| 10                                      | Козінчук Василь Каленикович   | 01.11.2010            | вища               | позапартійний                     | Шрубківська загальноосвітня школа I-III ст., вчитель     |
| Самовисування                           |                               |                       |                    |                                   |                                                          |
| 8                                       | Шевчук Микола Іванович        | 01.11.2010            | середня            | позапартійний                     | підприємець                                              |
| 13                                      | Чорна Альона Михайлівна       | 01.11.2010            | вища               | позапартійна                      | підприємець, продавець                                   |